# Diätetisches Lebensmittel

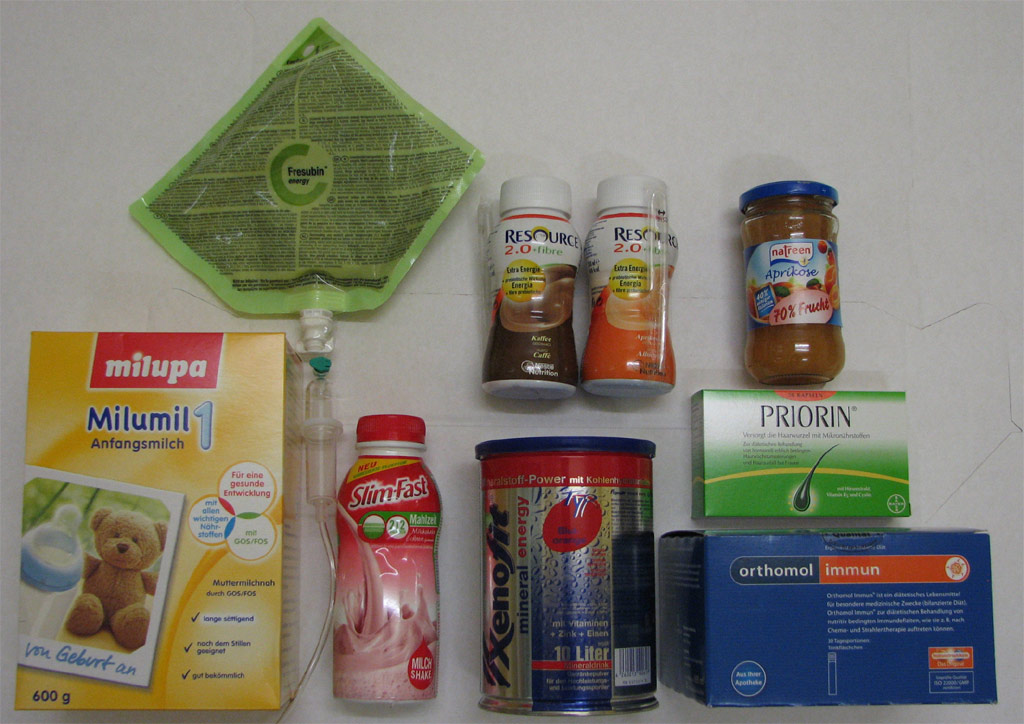
Diätetische Lebensmittel in Deutschland
(nur Beispiele, keine Wertung)

In Deutschland ist der Begriff diätetische Lebensmittel in der Diätverordnung geregelt.

## Definition
Laut Diätverordnung müssen diätetische Lebensmittel die folgenden Eigenschaften erfüllen (alle müssen zutreffen):
- für eine definierte Personengruppe.
- für einen besonderen Ernährungszweck.
- mit deutlichem Unterschied zu Lebensmitteln des allgemeinen Verzehrs.

Diätetische Lebensmittel dienen nicht der allgemeinen Ernährung der Durchschnittsbevölkerung, sondern einer definierten Personengruppe:
- Personen mit Störungen von Verdauung, Resorption und Stoffwechsel.
- Personen, die sich „in besonderen physiologischen Umständen“ befinden.
- gesunden Säuglingen und Kleinkindern.

## Einteilung
Diätetische Lebensmittel für besondere medizinische Zwecke (bilanzierte Diäten) werden unterschieden in vollständige und ergänzende bilanzierte Diäten. Beide können eine Nährstoff-Standardformulierung oder eine an bestimmte Beschwerden beziehungsweise an eine Krankheit angepasste Nährstoffformulierung enthalten. Die vollständige bilanzierte Diät kann den Nährstoffbedarf der Person, für die sie bestimmt ist, komplett abdecken, während die ergänzende sich nicht für die Verwendung als einzige Nahrungsquelle eignet (§ 1 Abs. 4a der Diätverordnung).

## Beispiele
Folgende Gruppen von Lebensmitteln zählen zu den diätetischen Lebensmitteln:
- Säuglingsanfangsnahrung und Folgenahrung,
- Sonstige Lebensmittel für Säuglinge und Kleinkinder (Beikost),
- Lebensmittel mit niedrigem oder reduziertem Brennwert zur Gewichtsverringerung,
- Lebensmittel für besondere medizinische Zwecke (bilanzierte Diäten),
- Natriumarme Lebensmittel einschließlich Diätsalze, die einen niedrigen Natriumgehalt aufweisen oder natriumfrei sind,
- Glutenfreie Lebensmittel, ohne Zusätze
- Lebensmittel für intensive Muskelanstrengungen, vor allem für Sportler,
- Lebensmittel für Personen, die unter einer Störung des Glucosestoffwechsels leiden (Diabetiker)
- Sondenkost
- Trinknahrung

## Abschaffung von Diabetiker-Lebensmitteln
Am 24. September 2010 beschloss der Bundesrat auf Vorschlag des Ausschusses für Agrarpolitik und Verbraucherschutz (AV) sowie des Gesundheitsausschusses (G), die spezifischen Anforderungen an Diabetiker-Lebensmittel [zu] streichen und die Diätverordnung den gemeinschaftsrechtlichen Vorgaben an[zu]passen. Damit musste, mit einer Übergangsfrist bis 2012, die Produktion von Lebensmitteln mit dem Hinweis 'Für Diabetiker geeignet' für den deutschen Markt eingestellt werden. Da es sich bei Diabetes mellitus nach dem derzeitigen wissenschaftlichen Erkenntnisstand nicht um eine reine „Zuckerkrankheit“ handelt, sondern auch der Eiweiß- und Fettstoffwechsel betroffen ist, und Diabetiker-Lebensmittel reich an Fruktose, Fett und Energie sein können, kann sich ihr übermäßiger Verzehr negativ auf das Körpergewicht und die Gesundheit auswirken. Somit gelten für Diabeteskranke die gleichen Ernährungsempfehlungen wie für die Allgemeinbevölkerung. Hinweise auf Diät-Lebensmitteln, dass diese für Diabetiker sorglos zu genießen seien, sind demnach irreführend. Lebensmittel mit dem Hinweis "Für Diabetiker geeignet" dürfen seit dem 9. Oktober 2012 nicht mehr angeboten werden.